# 동아프리카작은목도리과일박쥐
동아프리카작은목도리과일박쥐(Myonycteris relicta)는 큰박쥐과에 속하는 박쥐의 일종이다. 케냐와 탄자니아, 짐바브웨에서 발견된다. 자연 서식지는 아열대 또는 열대 건조림과 습윤 사바나 지역이다. 서식지 감소로 멸종취약종으로 분류하고 있다.